# Estação Ferroviária de Estômbar-Lagoa
A Estação Ferroviária de Estômbar-Lagoa, ou apenas de Estômbar (nomes anteriormente grafados como "Estombar" e "Lagôa", respetivamente), é uma interface da Linha do Algarve, que serve as localidades de Estômbar e Lagoa, no Distrito de Faro, em Portugal.

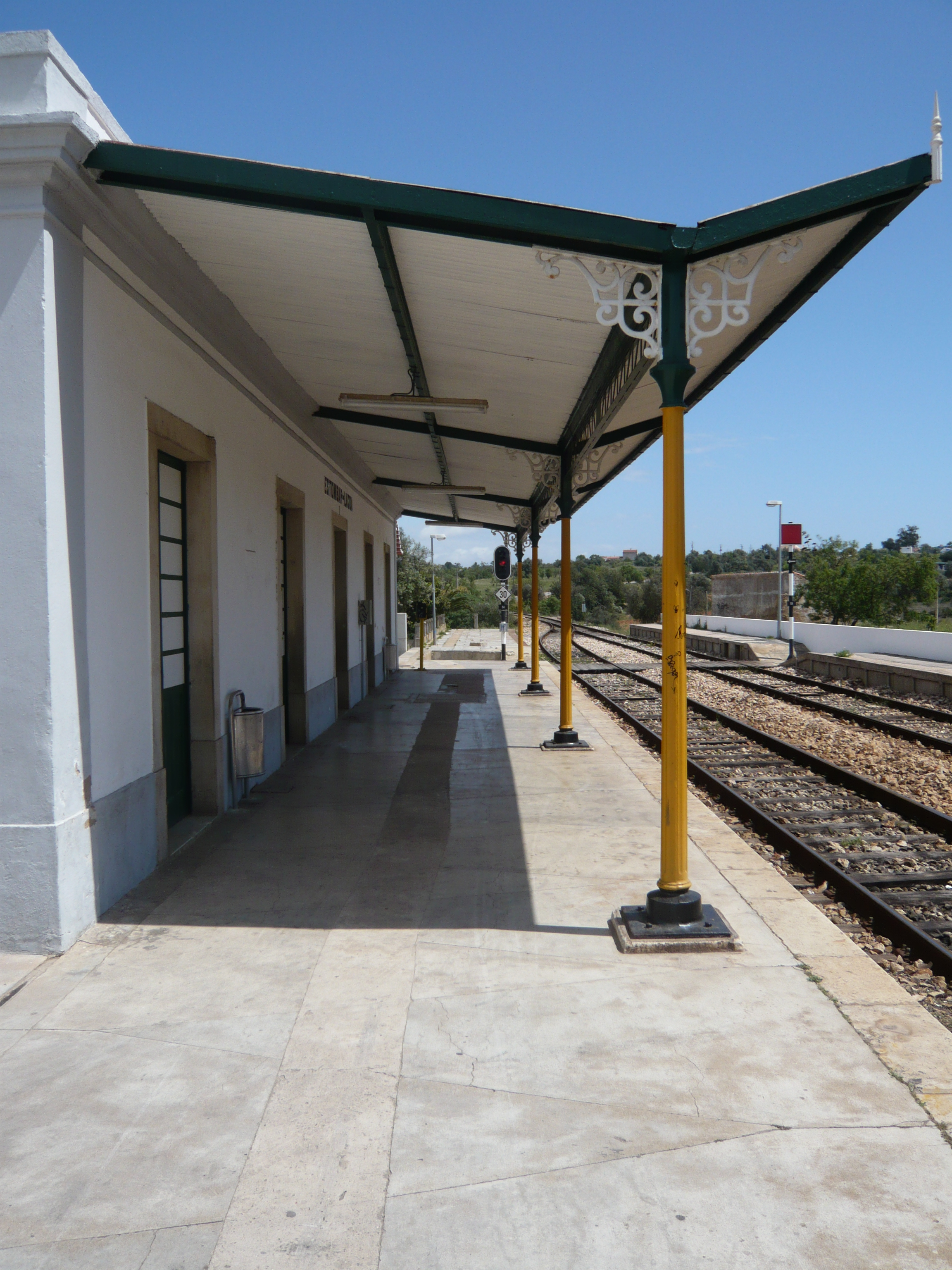
Aspeto da gare em 2008.

## Descrição

### Localização e acessos
Esta interface tem acesso pelo Largo da Estação Ferroviária, junto à localidade de Estômbar, no concelho de Lagoa; dista menos de três quilómetros da sede do concelho.

### Infraestrutura
Esta interface apresenta apenas duas vias de circulação (I e II), ambas com 140 m de extensão e cada uma acessível por plataforma de 80 m de comprimento e 685 mm de altura. O edifício de passageiros situa-se do lado norte da via (lado esquerdo do sentido ascendente, a Vila Real de Santo António).

### Serviços
Em dados de 2023, esta interface é servida por comboios de passageiros da C.P. de tipo regional tipicamente com nove circulações diárias em cada sentido entre Lagos e Faro.

## História

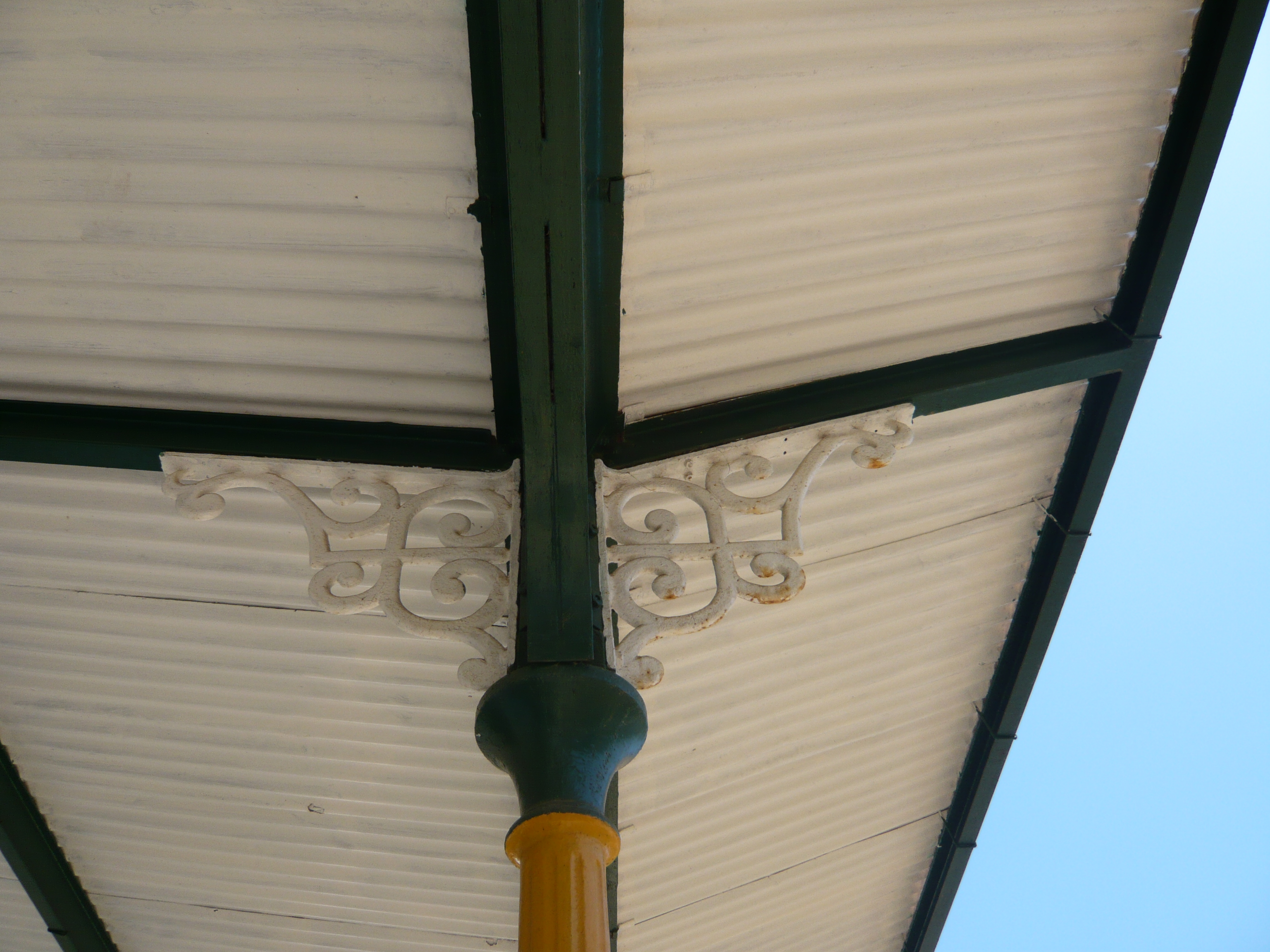
Detalhe da estação de Estômbar, em 2008.

Na sessão de 11 de Novembro de 1897 do Conselho Superior de Obras Públicas e Minas, foi aprovado o projecto para o ramal de Tunes até à estação provisória de Portimão, margem oriental do Rio Arade, prevendo-se a construção de uma estação junto a Estômbar, que deveria igualmente servir a vila de Lagoa. A parte do projecto relativa ao lanço entre Silves e a margem do Arade foi elaborado pelo engenheiro chefe de Via e Obras dos Caminhos de Ferro do Sul e Sueste, Augusto Victor da Costa Sequeira, com a data de 18 de Agosto desse ano.
O troço entre Silves e a estação provisória de Portimão foi inaugurado em 15 de Fevereiro de 1903. Inicialmente, era designada simplesmente por Estombar, tendo recebido o nome de Lagôa-Estombar em 6 de Julho do mesmo ano.
Em 1905, foi encomendado um depurador automático para estação de Estômbar, para reduzir a quantidade de calcário presente nas águas. Em 1913, existia uma carreira de diligências ligando Lagoa à estação de Estômbar. Em 1933, a Comissão Administrativa do Fundo Especial de Caminhos de Ferro aprovou a instalação de vedações de painéis de cimento armado na estação de Estômbar.
Em 8 de Novembro de 1997, dois comboios colidiram junto a Estômbar, provocando vários mortos e feridos.

Em 2009, esta estação possuía duas vias de circulação, tendo ambas um comprimento útil de 135 m; as duas plataformas tinham ambas 128 m de extensão, tendo a primeira uma altura de 60 cm, e a segunda de 65 cm. Em Janeiro de 2011, as vias de circulação já tinham sido ambas aumentadas, apresentando ambas 145 m de comprimento. As plataformas também já tinham sofrido modificações, passando ambas a deter 152 m de extensão; a primeira passou a ter 40 a 50 cm de altura, enquanto que a segunda ficou com 55 cm — valores mais tarde ampliados para os atuais.